# Rodolfo Abularach
Rodolfo Abularach (Guatemala, 1933 — 2020) est un graveur, peintre et enseignant guatémaltèque d'origine palestinienne.

## Biographie

### Jeunesse et formation
Rodolfo Abularach naît à Guatemala, capitale du Guatemala, le 7 janvier 1933, dans une famille d'origine palestinienne.
Il commence sa formation d'artiste à l'École nationale d'Arts plastiques (en) de sa ville en 1946, puis intègre la faculté d'Ingénierie en 1950 et enfin celle d'Architecture de l'université de San Carlos en 1954, où il étudie le dessin abstrait. En parallèle de ses études, il mène des recherches sur l'art folklorique pour le compte de la Direction des Beaux-Arts de son école. Encouragé par Carlos Mérida, Abularach s'intéresse en effet aux formes de l'art précolombien comme vecteur d'expérimentation moderniste. Il occupe par ailleurs un poste de professeur de dessin dans cette université de 1956 à 1957.
Cette année-là, il part à New York grâce à une bourse de la Dirección de Bellas Artes du Guatemala et rejoint l'Art Students League de New York,. Il prolonge son séjour grâce à une succession de bourses, notamment la bourse Guggenheim (1959 et 1960), une bourse de l'Unión Panamericana de Washington D.C. pour étudier la gravure au Pratt Graphic Art Center de New York en 1962, ainsi qu'une bourse du Tamarind Lithography Workshop en 1966, où il étudie la lithographie à Los Angeles,,,,. En 1960, il est exposé lors de la biennale de São Paulo (Brésil) et à l'Art Institute of Chicago.

### Carrière
Établi à New York, il acquiert à partir du milieu des années 1960 une reconnaissance internationale avec ses images dramatiques de l'œil humain, qui devient son sujet de prédilection, jusqu'au milieu des années 1980, où il s'intéresse davantage au paysage,.
Abularach occupe aussi divers postes d'enseignement dans le monde. Il inaugure notamment le premier cours de gravure du Centro Regional de Artes Gráficas de l'université du Costa Rica en 1976, participe à l'organisation d'ateliers de gravure à Assilah, au Maroc, en 1978, occupe un poste de professeur de gravure à l'atelier Novo Arte à Bogotá, en Colombie, à partir de 1982, et devient directeur de l'École nationale des Arts plastiques du Guatemala en 2000.

### Dernières années
Il rentre s'installer définitivement au Guatemala en 1998.
Rodolfo Abularach meurt le 30 août 2020 à l'âge de 87 ans à la suite de problèmes de santé.
En 2021, le Musée national d'Art moderne Carlos Mérida (es) (Guatemala) organise une rétrospective de plus de 100 œuvres en hommage posthume à Abularach.

## Œuvre
Lors de ses études, le sujet de prédilection de Rodolfo Abularach est la tauromachie puis aux motifs précolombiens dans une démarche d'expérimentation moderniste. Il réunit des éléments de l'art abstrait et du surréalisme et expérimente des textures, par exemple dans des dessins ombragés réalisés à la plume et à l'encre, tels que Fugitive from a Maya Lintel,.
L'œuvre de Rodolfo Abularach se focalise, des années 1960 aux années 1980, sur l'œil humain, et la symbolique qu'il explore à travers lui : il y cherche des « états psychologiques et spirituels » et donne des noms à ses œuvres faisant référence à la mythologie grecque ancienne ainsi qu'à la littérature. L'ambiguïté et la délicatesse de ses compositions est inspirée d'Odilon Redon et René Magritte, tandis qu'il explore différents supports et techniques. Cette thématique lui apporte une célébrité internationale,.
Par la suite, il privilégiera des compositions de paysage, notamment volcaniques, ainsi que religieuses,.
Les œuvres d'Abularach font partie de nombreuses collections importantes dans le monde, notamment :
- États-Unis
  - Art Museum of the Americas (en), Washington, DC[6],[5]
  - Museum of Modern Art, New York[12]
  - Musée Amon Carter, Fort Worth[13]
  - Smithsonian American Art Museum, Washington, DC[14]
  - Metropolitan Museum of Art, New York[15]
  - High Museum of Art, Atlanta[16]
  - Musée d'Art du comté de Los Angeles, Los Angeles[17]
- Guatemala
  - Musée national d'Art moderne Carlos Mérida (es), Guatemala[18]

## Prix et reconnaissance
Rodolfo Abularach a remporté de nombreux prix de dessin, peinture et gravure, notamment le premier prix de peinture du Certamen Nacional de Ciencias, Letras y Bellas Artes, au Guatemala, en 1959, et le prix d'acquisition de la cinquième Biennale de São Paulo, au Brésil.